# 沃尔夫-凯惜纳-黄鸣龙还原反应
沃尔夫－凯惜纳－黄鸣龙还原反应（Wolff-Kishner-Huang还原反应）是一个有机还原反应，羰基化合物（醛或酮）在高沸点溶剂如一缩二乙二醇中与肼和氢氧化钾一起加热反应，羰基还原为亚甲基。

原来的反应过程是用醛酮、肼与金属钠或钾在高温加压或封管中进行，而后黄鸣龙将方法作了改进，用高沸点溶剂代替封管，碱金属单质也被其他碱（如甲醇钠）所替代，使得反应的操作变得更加方便。该反应的综述参见：。

## 反应机理
反应的可能机理如下：
首先肼与羰基缩合生成腙，然后碱作用下氮上的质子脱去，双键位移，氮气离去，生成的碳负离子从水中夺取质子。氮气离去一步在热力学上推动了反应进行。

## 黄鸣龙改进法發現的故事
哈佛大学化学系费塞（Louise Fieser）教授在Topics in Organic Chemistry[8]书中提到过此改进方法的发现经过：
此改进纯属偶然。黄鸣龙当时从中央研究院跑美国做访问学者，跟随费塞做研究。费塞让黄做一个Wolff-Kishner实验， 黄開始反应后临时有事去纽约，临行前让隔壁一个黎巴嫩籍的同学帮忙照看反应。黄走后數日，处在回流中的烧瓶软木塞逐渐松动，开了个口子。黎巴嫩同学因为只答应照看反应，從而没有帮忙把软木塞扶正。其结果是反应物中的肼和生成的水全跑光了。黄回来一看非常意外，但很快他发现产率很高。在他给費塞的实验报告上写道：反应未正常完成，但产率很好。于是黄鸣龙改进法就这样被发现了。这个改进的意义在于使所需时间从50个小时缩短至3小时，产率从40%提高到90%，论文发表以后迅速成为标准方法。
黄的改进之处在于令水和过剩的肼蒸发掉，然后反应混合物可以顺利地升温到所需的温度。而反应使用的乙二醇并不是黄的独创，而是Soffer的发明的。